# Іван Євсейович
Іван Євсейович (? — 1631) — діяч київського магістрату часів Речі Посполитої, війт Києва в 1629–1631 роках.

## Життєпис
Походив з міщанської родини. На думку низки дослідників, був з новоприбулих або киянином у другому поколінні. Про його діяльність (ремісника чи купця) замало відомостей, але мав значні статки. Це дозволило йому у 1611 році стати радцею магістрату. У 1620 році обирається бурмістром. Того ж року разом з війтом та іншими бурмістрами вітав нового київського воєводу Томаша Замойського.
1622 року надав кошти для організації міщанського війська, яке рушило під Хотин на допомогу польсько-козацькій армії. Достеменно невідомо, чи брав Євсейович участь у поході. Але військо внаслідок укладання миру з Османською імперією повернуло до Києва. У січні 1629 року після смерті війта Созона Балики обирається війтом. Привілей на війтівство від короля Сигізмунда III було надано 10 березня 1629 року.
Виявив неабияку активність у захисті привілеїв Києва. Наприкінці серпня 1629 року від імені міської громади звернувся до київського воєводи Томаша Замойського щодо зменшення оподаткування товарів, що привозили до Києва з Любліна, Торуня і Ґданська. 3 жовтня 1629 року Замойський звернувся листом до київського земського судді Стефана Аксака, просячи взяти під контроль дану ситуацію, наголошуючи на недоцільності збільшення оподаткування киян, які мешкали на пограниччі, з чим загалом погоджувалися і королівські комісари.
11 листопада 1629 року комісари Андрій Ранаховський і Ян Кисіль з корогвою у 200 кінних жовнірів прибули до міста на чотиритижневий постій. Від війта Євсейовича й радців почали вимагати, аби забезпечили їх провізією й спиртним, а коней — вівсом і сіном. Перебування «гостей» обійшлося міщанам у 1721 золотий.
28 січня 1630 року разом з бурмістром Г. Лойковичем, райцями і лавниками подав позов до асесорського суду з приводу визначення власника Карпилівського ґрунту (на нього претендував Кирилівський монастир) і незаконного шинкування ченцями цього монастиря. Справа не була завершена до смерті Євсейовича.
На зворотньому шляху Ранаховський 23 лютого 1630 року з «купою немалою людей товариства» та з козаками знову в'їхали до Києва. Послали своїх слуг до «маєстрату мєского ратуша києвского, розказуючи собє незвычайныє податки и збитнє сила напоєв с провєнту з ратуша даватъ». А в разі відмови погрожували застосувати силу, що й було зроблено,  війт ледве врятувався. У березні разом з бурмістрами і райцями подав позов проти Ранаховського. Його результат невідомий.
З березня 1630 року періодично був відсутній у Києві. На цей час субделегатами (виконувачами обов'язків війта) були Андрій Ходика, Самійло Мефедович та Михайло Балика. Помер на початку 1631 року. Новим війтом став Стефан Кривкович.